# 蒂爾內韋

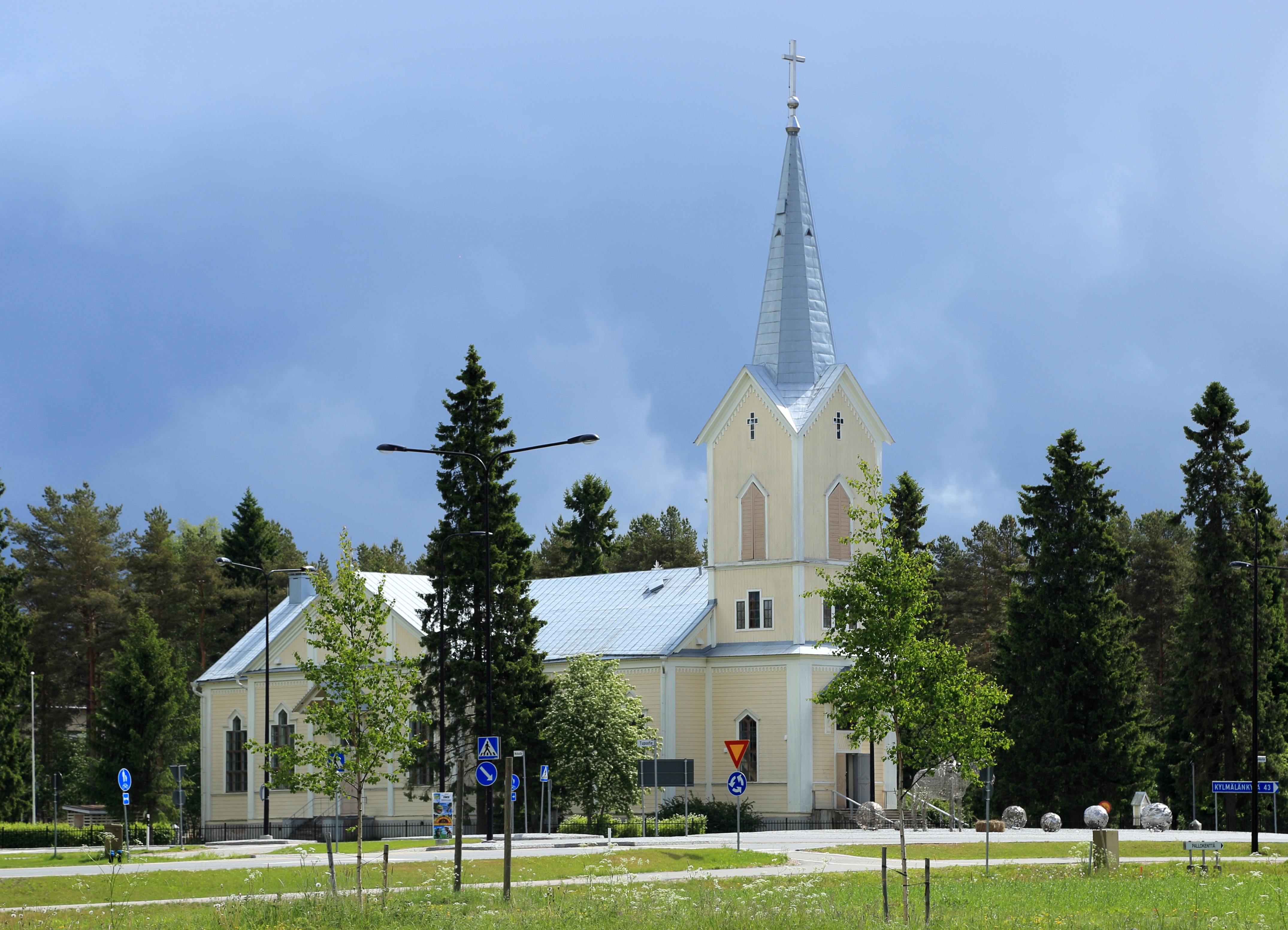
蒂爾內韋教堂

蒂爾內韋（芬蘭語：Tyrnävä）是芬蘭北博滕區的市鎮，位於該國中部，距離奧盧30公里，始建於1865年，面積495平方公里，2013年人口6,482，人口密度為每平方公里13.18人。

## 外部連結
- 蒂爾內韋市镇官方网站 （页面存档备份，存于） （文）
- 蒂爾內韋市镇统计数据 （页面存档备份，存于） （文）